# Michael Franz (Philosoph)
Michael Franz (* 23. September 1937 in Berlin) ist ein deutscher Lyriker und Philosoph. Seine Schwerpunkte liegen auf der Semiotik sowie der Antike.

## Leben
Michael Franz wurde 1937 als Sohn eines Sportlehrers in Berlin geboren. Nach dem Krieg leiteten die Eltern eine Kunstgalerie im Westteil der Stadt. Mit zwölf Jahren schrieb Franz erste Gedichte. Einem Gedicht im 1988 seiner Frau Wendla zugeeigneten Buch Das Vergnügen der mittleren Jahre zufolge besuchte er das Berlinische Gymnasium zum Grauen Kloster. Sein Abitur legte er 1955 ab. Von 1955 bis 1957 und von 1960 bis 1962 studierte er Philosophie an der Humboldt-Universität zu Berlin (HU).
Ab 1962 arbeitete er zehn Jahre als Journalist und Redakteur für den Berliner Rundfunk, den Sender im Osten der Stadt, und betrieb Parteiarbeit für die DDR in Westberlin. 1973 erfolgte seine Übersiedlung in die DDR. Von 1974 bis 1977 war er wissenschaftlicher Aspirant in der Sektion Ästhetik und Kunstwissenschaften der HU Berlin. Seine Dissertation A mit dem Titel Zur Einführung zeichentheoretischer Grundbegriffe in die Ästhetik legte er 1978 vor. Habilitiert wurde er 1979. Von 1977 bis 1981 war er Oberassistent am Wissenschaftsbereich Ästhetik/Kulturtheorie der Sektion Ästhetik und Kunstwissenschaften sowie seit 1981 Dozent daselbst.
Nach der Veröffentlichung von Gedichten in Periodika und 1974 auch in dem eigenen Band Anders kommen wir her erhielt er 1975 den Förderpreis des Mitteldeutschen Verlages und des Literaturinstituts „Johannes R. Becher“. 1979 erschien der nächste Gedichtband Tausendfuß und Hunderthand. Die Nationalzeitung urteilte: „Zu sehr bleibt der Gestus des lyrischen Ich verborgen. Zu kühl und konstruiert wirkt die im Formalen angestrebte Originalität.“ Zwischenzeitlich veröffentlichte er auch Essays.
Von 1983 bis 1991 war er am Institut für Ästhetik und Kunstwissenschaften der Akademie der Wissenschaften der DDR als Arbeitsgruppenleiter und seit 1987 als Professor angestellt. 1992 wurde er Projektleiter am Forschungsschwerpunkt Literaturwissenschaft der Fördergesellschaft Wissenschaftliche Neuvorhaben. Schließlich war er von 1996 bis 2003 Projektleiter für Kultursemiotik am Zentrum für Literaturforschung Berlin.
Das Vergnügen der mittleren Jahre mit Lyrik, Prosa und Essays erschien 1988. Es wurde in der Presse als „willkommenes Probierfeld für verschiedenartige Ausdrucksformen“ und als „Wundertüte, gefüllt mit Allerlei“ bezeichnet. Danach veröffentlichte er eine Vielzahl von philosophischen, semiotischen und literaturgeschichtlichen Fachaufsätzen in Zeitschriften und Büchern.
Michael Franz ist Mitherausgeber der Fachzeitschrift Weimarer Beiträge. Außerdem ist er Autor von lexikalischen Artikeln aus seinem Spezialgebiet in diversen Fachlexika (Metzler Lexikon Ästhetik, J.B. Metzler, Stuttgart/Weimar u. a.).

## Zitate

### Zum Kriminalroman
„Mein erster Roman, den ich sozusagen in (Urlaubs-) Raten schreibe, ist als Krimi angelegt, das Genre, was mich zur Zeit am stärksten herausfordert.“

### Zur Lyrik
„Gedichte sind für mich die intensivste Form der Verarbeitung meiner Erfahrungen, auch ihrer sozialen Verallgemeinerung, ohne daß sie aufhören, meine Erfahrungen zu sein, die mich erfüllen und kennzeichnen.“

### Zur Philosophie/Semiotik
„Zu den Aufgaben einer literaturwissenschaftlich verankerten Kultursemiotik gehört es, alle Annäherungen an die Zeichenproblematik, die in der Geschichte der Philosophie und Ästhetik, der Literatur- und Kunsttheorie aufweisbar sind, in der konkreten Analyse literarischer und anderer Formen kultureller Zeichenprozesse schrittweise zu explizieren, um einen Beitrag zur weiteren Differenzierung und Präzisierung der Grundbestimmungen einer translinguistischen Semiotik zu leisten.“

## Werke

### Romane
- Sieg der Sphinx. Kriminalroman. Mitteldeutscher Verlag, Halle (Saale)/Leipzig 1984.

### Lyrik
- Berlin Sommer 62/Im Frühling/Unsere Liebe. In: Sinn und Form. Beiträge zur Literatur, 15. Jg., Heft 1, Januar/Februar 1963, Junge Lyrik der Deutschen Demokratischen Republik, S. 71–72.
- Rauch/Spätherbst in Meißen/Hölty/Wolff. In: Auswahl 74. Neue Lyrik – Neue Namen. Ausgewählt von Bernd Jentzsch, Holger J. Schubert und Wolfgang Trampe. Mit einer Vorbemerkung von Heinz Kahlau. Verlag Neues Leben, Berlin 1974, S. 52–59.
- Anders kommen wir her. Gedichte. Mitteldeutscher Verlag, Halle (Saale) 1974.
- Tausendfuß und Hunderthand. Gedichte. Mitteldeutscher Verlag, Halle (Saale)/Leipzig 1979.

### Sachbücher
- Zur Wahrheitsproblematik in den Künsten (= Aus Theorie und Praxis des Films; Heft 2/1975). VEB DEFA Studio für Spielfilme. Betriebsakademie. Berlin 1975.
- Wahrheit in der Kunst. Neue Überlegungen zu einem alten Thema (= Dokumentation, Essayistik, Literaturwissenschaft). Aufbau-Verlag, Berlin/Weimar 1984.
- Von Gorgias bis Lukrez. Antike Ästhetik und Poetik als vergleichende Zeichentheorie (= Literaturforschung; Historische und systematische Studien zu einer vergleichenden Zeichentheorie der Künste; Band 1). Herausgegeben für das Zentrum für Literaturforschung von Eberhard Lämmert. Akademie Verlag, Berlin 1999, ISBN 3-05-003275-8.
- Daidalische Diskurse. Antike-Rezeption im Zeitalter der High Techne (= Literaturforschung). Herausgegeben für das Zentrum für Literaturforschung von Eberhard Lämmert und Sigrid Weigel. Akademie Verlag, Berlin 2005, ISBN 3-05-004140-4.

### Essays (Auswahl)
- Zur Geschichte der DDR-Lyrik. 1. Teil [abweichend von den anderen Teilen gesetzt: „Teil 1“]: Theoretische Grundlagen. In: Weimarer Beiträge. Zeitschrift für Literaturwissenschaft, 15. Jg., Heft 3/1969, S. 561–619. 2. Teil: Ästhetische Differenzierungen. In: Dieselbe, Heft 4/1969, S. 763–810. 3. Teil: Wege zur poetischen Konkretheit. In: Dieselbe, Heft 6/1969, S. 1166–1228.
- Diskussion um welchen Preis? In: Sinn und Form. Beiträge zur Literatur, 24. Jg., Heft 4, Juli/August 1972, Umschau und Kritik, S. 887–890.
- Kuba und Hegel? Zur Poetologie des „Weltgedichts“. In: Louis Fürnberg – Kuba (Kurt Barthel). Werk und Wirkung heute. Untersuchungen zur Aktualität. Standpunkte. Bekenntnisse (= Arbeitshefte; Schriftenreihe des Präsidiums der Akademie der Künste der Deutschen Demokratischen Republik; 20). Akademie der Künste der Deutschen Demokratischen Republik, Berlin 1976, S. 85–89.
- Die Fontäne. Genese eines Motivs im lyrischen Werk Rilkes. In: Akademie der Wissenschaften der DDR. Zentralinstitut für Literaturgeschichte (Hrsg.): Rilke-Studien. Zu Werk und Wirkungsgeschichte. Redaktion: Edda Bauer. Aufbau-Verlag, Berlin/Weimar 1976, S. 70–99.
- Mehr wissen als sagen können oder mehr sagen können als wissen. Zum Verhältnis von subjektiver Intension und Wahrheit in Barlachs Werk. In: EB [Hauptversammlung des Arbeitskreises zur Pflege des Barlach-Werkes], Kulturbund der Deutschen Demokratischen Republik Bezirksleitung Schwerin, Arbeitskreis zur Pflege des Barlach-Werkes, Güstrow 1977, S. 5–11.
- „Du mußt dein Leben ändern“. Gedanken zur künstlerischen Abbildbeziehung. In: Weimarer Beiträge. Zeitschrift für Literaturwissenschaft, Ästhetik und Kulturtheorie, 25. Jg., Heft 1/1979, S. 150–166.
- Designsemantik. In: Form + Zweck. Fachzeitschrift für industrielle Formgestaltung, 4. Jg., Heft 2/1980, S. 27–29.
- Semantische Konsequenzen der ästhetischen Zeichensituation. In: Harry Goldschmidt, Georg Knepler (Hrsg.): Musikästhetik in der Diskussion. Vorträge und Diskussionen, Deutscher Verlag für Musik, Leipzig 1981, S. 229–241.
- Die Krise des „Werk“-Begriffs. In: Brecht 83. Brecht und Marxismus. Dokumentation. [Protokoll der Brecht-Tage 1983, 9.–11. Februar]. Herausgegeben vom Brecht-Zentrum der DDR. Leitung Werner Hecht. Redaktion dieses Bandes Inge Jahn-Gellert. Henschelverlag Kunst und Gesellschaft, Berlin 1983, S. 212–221.
- Warum ich nicht aufgehört habe, Lukács zu lesen. In: Die Schublade. Texte aus erster Hand. Band 2. Herausgegeben von Hinnerk Einhorn und Roswitha Jendryschik. Mitteldeutscher Verlag, Halle (Saale)/Leipzig 1985, S. 286–297.
- Auf der Suche nach der Vermittlung. Die dialektische Natur des Besonderen als ästhetisches Problemfeld in der Sicht von Georg Lukács. In: Georg Lukács: Über die Besonderheit als Kategorie der Ästhetik. Textrevision: Jürgen Jahn. Mit einem Essay von Michael Franz. Aufbau-Verlag, Berlin/Weimar 1985, S. 267–325.
- Das menschliche Maß der Kunst. In: Umberto Eco: Im Labyrinth der Vernunft. Texte über Kunst und Zeichen (= Reclams Universal-Bibliothek; Band 1285; Kunstwissenschaften). Herausgegeben von Michael Franz und Stefan Richter. Mit dem Essay „Das menschliche Maß der Kunst“ von Michael Franz. Verlag Philipp Reclam jun., Leipzig 1989, ISBN 3-379-00452-9, S. 460–478.
- Literatur und Gesellschaft in der Antike. Die literarische Kommunikation in der Zeit der Blüte und der Krise der Polis. In: Philologus. Zeitschrift für antike Literatur und ihre Rezeption, 135. Jg., Heft 2/1991, S. 240–248.
- Platon-Lektüren: Der philosophische Diskurs im Widerstreit von Sagen und Zeigen. In: Poststrukturalismus. Herausforderung an die Literaturwissenschaft. DFG-Symposium 1995 (= Germanistische Symposien-Berichtsbände; 18). Herausgegeben von Gerhard Neumann. Metzler, Stuttgart/Weimar 1997, ISBN 3-476-01507-6, S. 338–360.
- Beschreibung im Rahmen einer vergleichenden Zeichentheorie des Sagens und Zeigens. Rhetorische und semiotische Aspekte im ökonomischen Denken von Adam Smith. In: Grenzgänge. Beiträge zu einer modernen Romanistik, 4. Jg., Heft 7/1997, ISSN 0944-8594, S. 18–28.
- Das Feld der Operationalität. Zur fundamentalen Rolle der Semiotik bei John Locke/Konventionen, Verfahren und „invisible hand“. Codierungsprobleme und Regulationsmodelle im 18. Jahrhundert/Eusynopsis und Energie. Shaftesbury und James Harris/Von der Ausdruckssemiotik zur Physiologie. Zum Projekt einer Verbindungskunst der gestischen Zeichen bei Johann Jakob Engel (= Literaturforschung; Historische und systematische Studien zu einer vergleichenden Zeichentheorie der Künste). In: Das Laokoon-Paradigma. Zeichenregime im 18. Jahrhundert. Herausgegeben von Inge Baxmann, Michael Franz und Wolfgang Schäffner in Zusammenarbeit mit Bernhard Siegert und Robert Stockhammer. Akademie Verlag, Berlin 2000, ISBN 3-05-003454-8, S. 118–137/S. 191–297/S. 387–403/S. 544–568.
- Vom allgemeinen Kunstbegriff zur „mehrstelligen Ästhetik“. Philosophische Ästhetik in den „Weimarer Beiträgen“. In: Weimarer Beiträge. Zeitschrift für Literaturwissenschaft, Ästhetik und Kulturwissenschaften, 51. Jg., Heft 1/2005, S. 65–95.
- Der „Auszug der Ästhetik aus der Philosophie“. Philosophische Ästhetik auf dem Weg in die Interdisziplinarität. In: Hans-Christoph Rauh, Peter Ruben (Hrsg.): Denkversuche. DDR-Philosophie in den 60er Jahren. Christoph Links Verlag, Berlin 2005, ISBN 3-86153-359-6, S. 281–306.
- Vom elektrifizierten Ausdruck zur elektrifizierten Statue. In: Electric Laokoon. Zeichen und Medien von der Lochkarte zur Grammatologie (= Historische und systematische Studien zu einer vergleichenden Zeichentheorie der Künste; Band 3). Herausgegeben von Michael Franz, Wolfgang Schäffner, Bernhard Siegert und Robert Stockhammer. Akademie Verlag, Berlin 2007, ISBN 978-3-05-003504-8, S. 58–76.
- Anrufung und Herausforderung. Lesarten antiker Kulturtheorie von Johannes Stroux (1946) bis zu Reimar Müller (2003). In: Weimarer Beiträge. Zeitschrift für Literaturwissenschaft, Ästhetik und Kulturwissenschaften, 54. Jg., Heft 2/2008, S. 256–287.

### Allein-Anthologien
- Das Vergnügen der mittleren Jahre (= Kleine Edition). Mitteldeutscher Verlag, Halle (Saale)/Leipzig 1988, ISBN 3-354-00334-0. (Lyrik, Prosa und Essays)